# مدار ۱۳ درجه شمالی
مدار ۱۳ درجه شمالی، دایره‌ای از عرض جغرافیایی است که در ۱۳ درجهٔ شمالی خط استوا  قرار دارد.

## گذر از مناطق
از نصف‌النهار مبدأ شروع می‌شود و به سمت مشرق ۱۳ درجه شمالی از موارد زیر گذر می‌کند:
| مختصات‌ها                                             | کشور، قلمرو یا دریا    | توضیحات                                                                                                  |
| ---------------------------------------------------- | ---------------------- | --- |
| ۱۳°۰′ شمالی ۰°۰′ شرقی / ۱۳٫۰۰۰°شمالی ۰٫۰۰۰°شرقی      | بورکینافاسو            | |
| ۱۳°۰′ شمالی ۱°۷′ شرقی / ۱۳٫۰۰۰°شمالی ۱٫۱۱۷°شرقی      | نیجر                   | |
| ۱۳°۰′ شمالی ۴°۶′ شرقی / ۱۳٫۰۰۰°شمالی ۴٫۱۰۰°شرقی      | نیجریه                 | |
| ۱۳°۰′ شمالی ۶°۵۵′ شرقی / ۱۳٫۰۰۰°شمالی ۶٫۹۱۷°شرقی     | نیجر                   | For about 14km                                                                                           |
| ۱۳°۰′ شمالی ۷°۳′ شرقی / ۱۳٫۰۰۰°شمالی ۷٫۰۵۰°شرقی      | نیجریه                 | |
| ۱۳°۰′ شمالی ۸°۳۶′ شرقی / ۱۳٫۰۰۰°شمالی ۸٫۶۰۰°شرقی     | نیجر                   | |
| ۱۳°۰′ شمالی ۹°۵۰′ شرقی / ۱۳٫۰۰۰°شمالی ۹٫۸۳۳°شرقی     | نیجریه                 | |
| ۱۳°۰′ شمالی ۱۳°۴۸′ شرقی / ۱۳٫۰۰۰°شمالی ۱۳٫۸۰۰°شرقی   | دریاچه چاد             | Passing through territorial waters of کامرون                                                             |
| ۱۳°۰′ شمالی ۱۵°۱۰′ شرقی / ۱۳٫۰۰۰°شمالی ۱۵٫۱۶۷°شرقی   | چاد                    | |
| ۱۳°۰′ شمالی ۲۱°۵۴′ شرقی / ۱۳٫۰۰۰°شمالی ۲۱٫۹۰۰°شرقی   | سودان                  | |
| ۱۳°۰′ شمالی ۳۶°۱۰′ شرقی / ۱۳٫۰۰۰°شمالی ۳۶٫۱۶۷°شرقی   | اتیوپی                 | |
| ۱۳°۰′ شمالی ۴۱°۵۳′ شرقی / ۱۳٫۰۰۰°شمالی ۴۱٫۸۸۳°شرقی   | اریتره                 | |
| ۱۳°۰′ شمالی ۴۲°۴۴′ شرقی / ۱۳٫۰۰۰°شمالی ۴۲٫۷۳۳°شرقی   | دریای سرخ              | |
| ۱۳°۰′ شمالی ۴۳°۲۳′ شرقی / ۱۳٫۰۰۰°شمالی ۴۳٫۳۸۳°شرقی   | یمن                    | |
| ۱۳°۰′ شمالی ۴۵°۱۰′ شرقی / ۱۳٫۰۰۰°شمالی ۴۵٫۱۶۷°شرقی   | اقیانوس هند            | خلیج عدن دریای عرب                                                                                       |
| ۱۳°۰′ شمالی ۷۴°۴۷′ شرقی / ۱۳٫۰۰۰°شمالی ۷۴٫۷۸۳°شرقی   | هند                    | کارناتاکا - passing through بنگالورو آندرا پرادش تامیل نادو - passing through the southern parts of چنای |
| ۱۳°۰′ شمالی ۸۰°۱۶′ شرقی / ۱۳٫۰۰۰°شمالی ۸۰٫۲۶۷°شرقی   | اقیانوس هند            | خلیج بنگال - passing just north of Interview Island, هند                                                 |
| ۱۳°۰′ شمالی ۹۲°۴۹′ شرقی / ۱۳٫۰۰۰°شمالی ۹۲٫۸۱۷°شرقی   | هند                    | جزایر آندامان و نیکوبار - North Andaman Island                                                           |
| ۱۳°۰′ شمالی ۹۲°۵۷′ شرقی / ۱۳٫۰۰۰°شمالی ۹۲٫۹۵۰°شرقی   | اقیانوس هند            | دریای آندامان                                                                                            |
| ۱۳°۰′ شمالی ۹۸°۱۷′ شرقی / ۱۳٫۰۰۰°شمالی ۹۸٫۲۸۳°شرقی   | میانمار (Burma)        | Island of Mali Kyun                                                                                      |
| ۱۳°۰′ شمالی ۹۸°۱۸′ شرقی / ۱۳٫۰۰۰°شمالی ۹۸٫۳۰۰°شرقی   | اقیانوس هند            | دریای آندامان                                                                                            |
| ۱۳°۰′ شمالی ۹۸°۳۶′ شرقی / ۱۳٫۰۰۰°شمالی ۹۸٫۶۰۰°شرقی   | میانمار (Burma)        | |
| ۱۳°۰′ شمالی ۹۹°۱۱′ شرقی / ۱۳٫۰۰۰°شمالی ۹۹٫۱۸۳°شرقی   | تایلند                 | |
| ۱۳°۰′ شمالی ۱۰۰°۴′ شرقی / ۱۳٫۰۰۰°شمالی ۱۰۰٫۰۶۷°شرقی  | Bay of Bangkok         | |
| ۱۳°۰′ شمالی ۱۰۰°۵۶′ شرقی / ۱۳٫۰۰۰°شمالی ۱۰۰٫۹۳۳°شرقی | تایلند                 | |
| ۱۳°۰′ شمالی ۱۰۲°۳۲′ شرقی / ۱۳٫۰۰۰°شمالی ۱۰۲٫۵۳۳°شرقی | کامبوج                 | Passing through تونله ساپ lake                                                                           |
| ۱۳°۰′ شمالی ۱۰۷°۳۰′ شرقی / ۱۳٫۰۰۰°شمالی ۱۰۷٫۵۰۰°شرقی | ویتنام                 | |
| ۱۳°۰′ شمالی ۱۰۹°۲۳′ شرقی / ۱۳٫۰۰۰°شمالی ۱۰۹٫۳۸۳°شرقی | دریای جنوبی چین        | |
| ۱۳°۰′ شمالی ۱۲۰°۴۶′ شرقی / ۱۳٫۰۰۰°شمالی ۱۲۰٫۷۶۷°شرقی | فیلیپین                | Island of میندورو                                                                                        |
| ۱۳°۰′ شمالی ۱۲۱°۲۹′ شرقی / ۱۳٫۰۰۰°شمالی ۱۲۱٫۴۸۳°شرقی | Tablas Strait          | Passing just north of Maestro de Campo Island, فیلیپین                                                   |
| ۱۳°۰′ شمالی ۱۲۲°۰′ شرقی / ۱۳٫۰۰۰°شمالی ۱۲۲٫۰۰۰°شرقی  | دریای سیبویان          | Passing just north of Banton Island, فیلیپین                                                             |
| ۱۳°۰′ شمالی ۱۲۳°۱′ شرقی / ۱۳٫۰۰۰°شمالی ۱۲۳٫۰۱۷°شرقی  | فیلیپین                | Island of Burias                                                                                         |
| ۱۳°۰′ شمالی ۱۲۳°۸′ شرقی / ۱۳٫۰۰۰°شمالی ۱۲۳٫۱۳۳°شرقی  | Burias Pass            | |
| ۱۳°۰′ شمالی ۱۲۳°۲۸′ شرقی / ۱۳٫۰۰۰°شمالی ۱۲۳٫۴۶۷°شرقی | فیلیپین                | Island of لوزون                                                                                          |
| ۱۳°۰′ شمالی ۱۲۴°۹′ شرقی / ۱۳٫۰۰۰°شمالی ۱۲۴٫۱۵۰°شرقی  | اقیانوس آرام           | Passing just south of گوآم                                                                               |
| ۱۳°۰′ شمالی ۸۷°۳۸′ غربی / ۱۳٫۰۰۰°شمالی ۸۷٫۶۳۳°غربی   | نیکاراگوئه             | Passing through the Cosigüina آتشفشان                                                                    |
| ۱۳°۰′ شمالی ۸۷°۳۰′ غربی / ۱۳٫۰۰۰°شمالی ۸۷٫۵۰۰°غربی   | اقیانوس آرام           | Gulf of Fonseca                                                                                          |
| ۱۳°۰′ شمالی ۸۷°۱۹′ غربی / ۱۳٫۰۰۰°شمالی ۸۷٫۳۱۷°غربی   | هندوراس                | Extreme south of the country                                                                             |
| ۱۳°۰′ شمالی ۸۷°۱′ غربی / ۱۳٫۰۰۰°شمالی ۸۷٫۰۱۷°غربی    | نیکاراگوئه             | |
| ۱۳°۰′ شمالی ۸۳°۳۲′ غربی / ۱۳٫۰۰۰°شمالی ۸۳٫۵۳۳°غربی   | دریای کارائیب          | |
| ۱۳°۰′ شمالی ۶۱°۱۵′ غربی / ۱۳٫۰۰۰°شمالی ۶۱٫۲۵۰°غربی   | سنت وینسنت و گرنادین‌ها | Island of Bequia                                                                                         |
| ۱۳°۰′ شمالی ۶۱°۱۳′ غربی / ۱۳٫۰۰۰°شمالی ۶۱٫۲۱۷°غربی   | اقیانوس اطلس           | Passing just south of باربادوس                                                                           |
| ۱۳°۰′ شمالی ۱۶°۴۵′ غربی / ۱۳٫۰۰۰°شمالی ۱۶٫۷۵۰°غربی   | سنگال                  | |
| ۱۳°۰′ شمالی ۱۱°۲۵′ غربی / ۱۳٫۰۰۰°شمالی ۱۱٫۴۱۷°غربی   | مالی                   | |
| ۱۳°۰′ شمالی ۴°۱۶′ غربی / ۱۳٫۰۰۰°شمالی ۴٫۲۶۷°غربی     | بورکینافاسو            | |